# Чемпионат Европы по волейболу среди женских молодёжных команд 1990
12-й женский молодёжный чемпионат Европы по волейболу (финальный турнир) проходил с 31 августа по 8 сентября 1990 года в Зальцбурге (Австрия) с участием 12 сборных команд, составленных из игроков не старше 19 лет. Чемпионский титул в 12-й раз подряд выиграла молодёжная сборная СССР.

## Команды-участницы
Австрия — команда страны-организатора;
СССР, Италия, Румыния — по итогам молодёжного чемпионата Европы 1988;
Болгария, ГДР, Греция, Нидерланды, Польша, Турция, ФРГ, Чехословакия — по результатам квалификации.

## Квалификация
Квалификация (отборочный турнир) чемпионата прошла в период с 4 по 27 мая 1990 года с участием 18 команд. Были разыграны 8 путёвок в финальный турнир европейского первенства. От квалификации освобождены Австрия (команда страны-организатора), СССР, Италия, Румыния (по итогам предыдущего чемпионата Европы).
Отборочный турнир включал один групповой этап, по две лучшие команды из групп которого вышли в финальную стадию чемпионата Европы.
| Место | Группа A ( Швейцария) | Группа B ( Греция) | Группа C ( ФРГ) | Группа D ( Турция) |
| ----- | --------------------- | ------------------ | --------------- | ------------------ |
| 1     | Нидерланды            | ГДР                | ФРГ             | Чехословакия       |
| 2     | Болгария              | Греция             | Польша          | Турция             |
| 3     | Швейцария             | Венгрия            | Португалия      | Франция            |
| 4     | Испания               | Кипр               | Финляндия       | Швеция             |
| 5     | Югославия             |                    |                 | Бельгия            |

## Система розыгрыша
Соревнования состояли из предварительного этапа и плей-офф. На предварительной стадии 12 команд-участниц были разбиты на 2 группы, в которых играли в один круг. По две лучшие команды из групп вышли в полуфинал плей-офф и далее определили призёров чемпионата. По такой же системе итоговые 5—8-е и 9—12-е места разыграли команды, занявшие в группах соответственно 3—4-е и 5—6-е места

## Предварительный этап
|  | Прошедшие в плей-офф за 1—4 места |
|  | Прошедшие в плей-офф за 5—8 места |

### Группа 1
| М | Команда      | 1   | 2   | 3   | 4   | 5   | 6   | И | В | П | С/П  | О  |
| - | ------------ | --- | --- | --- | --- | --- | --- | - | - | - | ---- | -- |
| 1 | Чехословакия |     | 3:2 | 3:0 | 3:1 | 3:0 | 3:2 | 5 | 5 | 0 | 15:5 | 10 |
| 2 | Италия       | 2:3 |     | 3:1 | 3:1 | 3:0 | 3:1 | 5 | 4 | 1 | 14:6 | 9  |
| 3 | Румыния      | 0:3 | 1:3 |     | 3:0 | 3:0 | 3:0 | 5 | 3 | 2 | 10:6 | 8  |
| 4 | Польша       | 1:3 | 1:3 | 0:3 |     | 3:1 | 3:1 | 5 | 2 | 3 | 8:11 | 7  |
| 5 | Греция       | 0:3 | 0:3 | 0:3 | 1:3 |     | 3:1 | 5 | 1 | 4 | 4:13 | 6  |
| 6 | Нидерланды   | 2:3 | 1:3 | 0:3 | 1:3 | 1:3 |     | 5 | 0 | 5 | 5:15 | 5  |

31 августа
Италия — Румыния 3:1 (14:16, 15:4, 15:6, 17:15); Польша — Нидерланды 3:1 (15:8, 15:11, 11:15, 15:8); Чехословакия — Греция 3:0 (15:3, 15:10, 15:11).
1 сентября
Италия — Польша 3:1 (15:3, 10:15, 15:6, 15:0); Греция — Нидерланды 3:1 (6:15, 15:10, 15:8, 15:8); Чехословакия — Румыния 3:0 (15:7, 15:6, 15:4).
2 сентября
Италия — Греция 3:0 (15:10, 15:6, 15:3); Румыния — Польша 3:0 (15:10, 16:14, 15:3); Чехословакия — Нидерланды 3:2 (15:9, 1:15, 15:9, 11:15, 15:11).
4 сентября
Румыния — Греция 3:0 (15:2, 15:7, 15:11); Чехословакия — Польша 3:1 (15:4, 15:10, 13:15, 15:3); Италия — Нидерланды 3:1 (15:11, 15:9, 12:15, 15:12).
5 сентября
Польша — Греция 3:1 (7:15, 15:9, 16:14, 17:15); Румыния — Нидерланды 3:0 (15:10, 15:12, 15:11); Чехословакия — Италия 3:2 (6:15, 14:16, 15:10, 16:14, 15:13).

### Группа 2
| М | Команда  | 1   | 2   | 3   | 4   | 5   | 6   | И | В | П | С/П  | О  |
| - | -------- | --- | --- | --- | --- | --- | --- | - | - | - | ---- | -- |
| 1 | СССР     |     | 3:0 | 3:0 | 3:1 | 3:0 | 3:0 | 5 | 5 | 0 | 15:1 | 10 |
| 2 | ФРГ      | 0:3 |     | 3:2 | 3:0 | 3:2 | 3:0 | 5 | 4 | 1 | 12:7 | 9  |
| 3 | Болгария | 0:3 | 2:3 |     | 3:0 | 3:2 | 3:0 | 5 | 3 | 2 | 11:8 | 8  |
| 4 | Турция   | 1:3 | 0:3 | 0:3 |     | 3:0 | 3:1 | 5 | 2 | 3 | 7:10 | 7  |
| 5 | ГДР      | 0:3 | 2:3 | 2:3 | 0:3 |     | 3:1 | 5 | 1 | 4 | 7:13 | 6  |
| 6 | Австрия  | 0:3 | 0:3 | 0:3 | 1:3 | 1:3 |     | 5 | 0 | 5 | 2:15 | 5  |

31 августа
СССР — ГДР 3:0 (15:0, 15:3, 15:7); ФРГ — Австрия 3:0 (15:3, 15:10, 15:11); Болгария — Турция 3:0 (15:3, 15:5, 15:1).
1 сентября
СССР — Австрия 3:0 (15:3, 15:8, 15:5); Турция — ГДР 3:0 (15:13, 15:7, 15:12); ФРГ — Болгария 3:2 (10:15, 15:12, 16:14, 9:15, 15:13).
2 сентября
Турция — Австрия 3:1 (15:8, 7:15, 15:3, 15:13); Болгария — ГДР 3:2 (14:16, 7:15, 15:10, 15:5, 15:12); СССР — ФРГ 3:0 (15:3, 15:11, 15:4).
4 сентября
Болгария — Австрия 3:0 (15:3, 15:8, 15:4); ФРГ — ГДР 3:2 (12:15, 12:15, 15:12, 15:11, 15:13); СССР — Турция 3:1 (15:9, 15:7, 14:16, 15:1).
5 сентября
ГДР — Австрия 3:1 (15:5, 15:1, 10:15, 15:10); ФРГ — Турция 3:0 (15:5, 15:6, 15:0); СССР — Болгария 3:0 (15:9, 15:3, 15:0).

## Плей-офф

### Полуфинал за 9—12-е места
7 сентября
Греция — Австрия 3:0 (15:13, 15:7, 15:5).
ГДР — Нидерланды 3:0 (15:12, 15:11, 15:11).

### Полуфинал за 5—8-е места
7 сентября
Румыния — Турция 3:2 (15:3, 8:15, 5:15, 15:7, 15:8).
Болгария — Польша 3:1 (15:11, 3:15, 15:7, 15:6).

### Полуфинал за 1—4-е места
7 сентября
ФРГ — Чехословакия 3:2 (9:15, 15:13, 12:15, 15:7, 18:16).
СССР — Италия 3:0 (15:10, 15:4, 15:6).

### Матч за 11-е место
8 сентября
Нидерланды — Австрия 3:0 (15:3, 15:4, 16:14).

### Матч за 9-е место
8 сентября
ГДР — Греция 3:2 (11:15, 9:15, 15:9, 15:12, 15:9).

### Матч за 7-е место
8 сентября
Турция — Польша 3:0 (15:11, 15:12, 15:8).

### Матч за 5-е место
8 сентября
Румыния — Болгария 3:2 (15:12, 14:16, 15:8, 10:15, 18:16).

### Матч за 3-е место
8 сентября
Чехословакия — Италия 3:0 (15:9, 15:13, 16:14).

### Финал
8 сентября
СССР — ФРГ 3:0 (15:7, 15:7, 15:4).

## Итоги

### Положение команд
| Место | Команда      |
| ----- | ------------ |
| 1     | СССР         |
| 2     | ФРГ          |
| 3     | Чехословакия |
| 4     | Италия       |
| 5     | Румыния      |
| 6     | Болгария     |
| 7     | Турция       |
| 8     | Польша       |
| 9     | ГДР          |
| 10    | Греция       |
| 11    | Нидерланды   |
| 12    | Австрия      |

### Призёры
СССР: Наталья Абубакирова, Елена Батухтина, Юлия Бубнова, Светлана Василевская, Елена Воробьёва, Татьяна Грачёва, Инна Дашук, Инесса Емельянова, Наталья Морозова, Илона Старкова, Юлия Тимонова, Ирина Уютова. Главный тренер — Валерий Юрьев.
  ФРГ.
  Чехословакия: Эва Штепанчикова, Яна Вольмер, Катарина Римовска, Эстер Волицерова, Илона Шотковска, Ярослава Байерова, Каролина Колоушкова, Катерина Енцкова, Здена Циммерманнова, Марцела Ричелова, Михаэла Вечеркова.

### Самый ценный игрок
- Кристина Пирв